# Robert E. Sherwood
Robert Emmet Sherwood est un dramaturge, un critique de cinéma et un scénariste américain, né le 4 avril 1896 à New Rochelle (État de New York) et mort le 14 novembre 1955 à New York (État de New York).

## Biographie
Robert Emmet Sherwood entre à l'Académie Milton (en) en 1909 dans le but d'intégrer Harvard, ce qu'il fait à l'automne 1914. Il y devient rédacteur d'un magazine étudiant, et sera même rédacteur du Harvard Lampoon lors de sa dernière année. Pendant la Première Guerre mondiale, il s'engage dans le Corps expéditionnaire canadien et est envoyé en France avec le régiment Black Watch en 1918. Après la guerre, il retourne à Harvard, et obtient son diplôme en 1918,.
À sa sortie de l'université, grâce au carnet d'adresses de sa mère, une illustratrice reconnue, il entre comme critique de cinéma à Vanity Fair, puis à Life, dont il devient rédacteur en 1924,. Au cours des années 1920, il devient ami avec Dorothy Parker, avec qui il participera à la création du club de l'Algonquin Round Table. En 1938, il rejoint Elmer Rice et d'autres pour créer une société de production théâtrale, la Playwrights' Company (en).
Durant la Seconde Guerre mondiale, il travaille comme directeur au sein du United States Office of War Information. Il rencontre le président Roosevelt en 1940, par l'intermédiaire de Harry Hopkins, et il participera à l'écriture de plusieurs de ses discours,.
Il écrit sa première pièce, The Road to Rome, en 1926, qui sera bientôt suivie de plusieurs autres. En 1936, Idiot’s Delight lui permet d'obtenir son premier Prix Pulitzer pour le théâtre. En 1949, il obtient le Pulitzer dans la catégorie Biographie pour Roosevelt and Hopkins,.
Il écrit son premier scénario en 1926 et, en 1946, obtient un Oscar pour le scénario de Les Plus Belles Années de notre vie,.

## Œuvres
- 1923 : The Best Moving Pictures of 1922-23, also Who's Who in the Movies and the Yearbook of the American Screen
- 1949 : Roosevelt and Hopkins: An Intimate History, Éditions Harper & Brothers (New York, 1949)[5]

## Théâtre
- 1927 : The Love Nest
- 1927 : The Road to Rome
- 1928 : The Queen's Husband
- 1930 : This is New York
- 1930 : Waterloo Bridge
- 1931 : Reunion in Vienna
- 1935 : The Petrified Forest
- 1936 : Idiot's Delight (en)
- 1938 : Abe Lincoln in Illinois (en)
- 1940 : There Shall Be No Night (en)
- 1945 : The Rugged Path
- 1949 : Miss Liberty (comédie musicale), auteur du livret
- 1957 : Small War on Murray Hill

## Filmographie
- 1926 : The Lucky Lady de Raoul Walsh
- 1931 : Une femme moderne (The Age for Love) de Frank Lloyd
- 1931 : Autour du monde avec Douglas Fairbanks (Around the World in 80 Minutes with Douglas Fairbanks) de Douglas Fairbanks et Victor Fleming
- 1932 : Cock of the Air (en) de Tom Buckingham
- 1933 : Scandales romains de Frank Tuttle
- 1934 : Le Mouron rouge (The Scarlet Pimpernel) de Harold Young
- 1936 : Fantôme à vendre (The Ghost Goes West) de René Clair
- 1937 : Bluff (en) de Marion Gering
- 1938 : Les Aventures de Marco Polo (The Adventures of Marco Polo) d'Archie Mayo
- 1938 : Le Divorce de Lady X (The Divorce of Lady X) de Tim Whelan
- 1939 : La Ronde des pantins (Idiot's Delight) de Clarence Brown
- 1939 : Mademoiselle Crésus (Over the Moon) de Thornton Freeland
- 1940 : Abraham Lincoln (Abe Lincoln in Illinois) de John Cromwell
- 1940 : Rebecca d'Alfred Hitchcock
- 1946 : Les Plus Belles Années de notre vie (The Best Years of Our Lives) de William Wyler
- 1947 : Honni soit qui mal y pense (The Bishop's Wife) de Henry Koster
- 1953 : Le Cirque en révolte (Man on a Tightrope) d'Elia Kazan
- 1953 : Main Street to Broadway de Tay Garnett

## Adaptations cinématographiques
La pièce Waterloo Bridge a été adaptée 3 fois au cinéma :
- Waterloo Bridge de James Whale (1931) avec Mae Clarke et Douglass Montgomery
- La Valse dans l'ombre (Waterloo Bridge) de Mervyn LeRoy (1940) avec Vivien Leigh et Robert Taylor
- Gaby de Curtis Bernhardt (1956) avec Leslie Caron et John Kerr
- La forêt pétrifiée de Archie Mayo (1938) avec Bette Davis, Leslie Howard et Humphrey Bogart

## Distinctions
- Prix Pulitzer de l'œuvre théâtrale :
  - 1936 : Idiot's Delight (en)
  - 1939 : Abe Lincoln in Illinois (en)
  - 1941 : There Shall Be No Night (en)
- Oscars du cinéma 1947 : Oscar du meilleur scénario adapté pour Les Plus Belles Années de notre vie (The Best Years of Our Lives)
- Prix Pulitzer pour une biographie (1949) : Roosevelt and Hopkins